# Missionskongregation
En missionskongregation är en religiös orden inom romersk-katolska kyrkan vigd åt arbete i missionerna, förr företrädesvis i kolonierna. Kända missionskongregationer är de vita fäderna (franska: les Pères blancs), helgeandsfäderna (franska: les Spiritains), oblatfäderna och Jesu hjärta missionärer. Ordnar som jesuitorden, franciskanerna eller dominikanorden uppvisar genom århundradena en omfattande missionsverksamhet, men utgör inte fördenskull missionskongregationer, då de inte grundats huvudsakligen för missionsarbete.